# Поллок, Руфус
Руфус Поллок (англ. Rufus Pollock; род. 1980) — британский экономист, технолог, общественный деятель по социальным, правовым и техническим вопросам в сфере создания и распространения знаний. Основатель всемирной некоммерческой организации Open Knowledge.

## Научная и общественная деятельность
24 мая 2004 года Руфус Поллок основал некоммерческую организацию Open Knowledge, основным направлением деятельности которой является содействие распространению любых данных на безвозмездной основе. С 2004 по 2013 годы он член Совета директоров Open Knowledge, а в настоящее время её президент. Организация не только поддерживает инициативы, направленные на популяризацию идеи открытых знаний, но и оказывает техническую помощь в их реализации.
В 2007 году Руфус Поллак опубликовал результаты своего исследования в области периода действия авторских прав («Optimal copyright over time: Technological change and the stock of works»), которые шли вразрез с мнением экспертов по данной теме. Поллак пришёл к выводу что период действия копирайта будет сокращаться по следующим причинам:
- затраты на приобретение авторских прав, в большинстве случаев, будут снижаться, так как уменьшатся затраты на производство лицензионной продукции (например, в результате оцифровки)
- новые технологические решения по защите лицензионной продукции, также снизят издержки производства
- в длительной перспективе оптимальный период действия авторских прав будет снижаться, из-за увеличения объёмов производства лицензионных продуктов

Эти выводы были неоднозначно приняты специалистами и вызвали широкую общественную дискуссию.
В 2008 году Руфус Поллок получил докторскую степень по экономике в Кембриджском университете. Он является выпускником Shuttleworth Foundation, ассоциированным членом Centre for Intellectual Property and Information Law при Кембриджском университете.
В 2009 году в своей работе «Forever Minus a Day? Calculating Optimal Copyright Term» Руфус Поллок вычислил, через экономическую модель с эмпирически-оцениваемыми параметрами, что оптимальный период действия авторских прав на произведение составляет 15 лет. Это значительно более короткий промежуток времени, чем любой из законодательно установленных в мире сроков действия авторских прав.
С 2010 года Руфус Поллок входит в состав Совета по прозрачности публичного сектора (англ. Public Sector Transparency Board) при правительстве Великобритании.